# 大河内泰樹
大河内 泰樹 （おおこうち たいじゅ、1973年 - ）は、日本の哲学者。専攻はドイツ観念論、フランクフルト学派。京都大学大学院文学研究科教授。元唯物論研究協会副委員長。2009年日本ヘーゲル学会研究奨励賞受賞。

## 略歴

### 学歴
- 1996年3月 早稲田大学政治経済学部政治学科卒業
- 1998年3月 一橋大学大学院社会学研究科修士課程修了、指導教官島崎隆
- 1999年10月 一橋大学派遣交換留学制度によりケルン大学（ドイツ）哲学部哲学科留学、クラウス・デュージングに師事（～2001年3月）[2]
- 2001年4月 ルール大学ボーフム（ドイツ）哲学・教育学・マスコミュニケーション学部哲学科留学（～2003年3月）、哲学博士号取得
- 2003年3月 一橋大学大学院社会学研究科博士課程社会学専攻単位取得退学、指導教官島崎隆

### 経歴
- 2003年4月 日本学術振興会特別研究員 (PD)（～2006年3月）
- 2006年4月 法政大学社会学部・埼玉大学全学教育課他非常勤講師（～2008年3月）
- 2008年4月 京都産業大学文化学部国際文化学科助教（～2010年3月）
- 2010年4月 一橋大学大学院社会学研究科准教授
- 2015年4月 一橋大学大学院社会学研究科教授
- 2015年6月 日本哲学会理事、同事務局長[3]
- 2016年6月 NPO法人国立人文研究所代表理事[4]
- 2016年10月 唯物論研究協会副委員長[5]
- 2019年10月 京都大学大学院文学研究科教授[6]

## 国立(くにたち)人文研究所について
国立人文研究所（くにたちじんぶんけんきゅうじょ、通称くに研）は、大学教員と大学院生を中心とした人文学の専門家の知識を、哲学や文学、歴史学などを勉強したいと考えている市民とつなぎ、アカデミズムと市井の垣根を越えた知のコミュニティを形成することを目指して発足した組織。

## 著書

### 共著
- 川本隆・片山善博 編著『境界線の哲学』大河内泰樹・鈴木由加里・村田憲郎（DTP出版、2008年）
- 市野川容孝・渋谷望 編著『労働と思想』本橋哲也・植村邦彦・斎藤幸平・佐々木隆治・溝口大助・ 明石英人・松本卓也・永野潤・大貫隆史・河野真太郎・宮﨑裕助・前川真行・山本圭・隅田聡一郎・西亮太・鈴木宗徳・伊豫谷登士翁・清水知子・大河内泰樹（堀之内出版、2015年）
- 寄川条路 編『ヘーゲル講義録入門』赤石憲昭・真田美沙・大河内泰樹・池松辰男・鈴木亮三・岡崎龍・中畑邦夫・瀧本有香・片山善博・小島優子・小井沼広嗣・三重野清顕（法政大学出版局、2016年）

### 翻訳
- ジャン=リュック・ナンシー『ヘーゲル――否定的なものの不安』大河内泰樹・西山雄二・村田憲郎共訳（現代企画室、2003年）
- 『ドイツ連邦議会審議会答申 受精卵診断と生命政策の合意形成――現代医療の法と倫理（下）――』松田純監訳、多田茂・池田喬・大河内泰樹・中野真紀共訳（知泉書館、2006年）
- アクセル・ホネット『自由であることの苦しみ――ヘーゲル『法哲学』の再生』島崎隆・明石英人・大河内泰樹・徳地真弥共訳（未來社、ポイエーシス叢書、2009年）
- オットー・ペゲラー 編『ヘーゲル講義録研究』寄川条路監訳（法政大学出版局、2015年）
- マルクス・ガブリエル、スラヴォイ・ジジェク『神話・狂気・哄笑――ドイツ観念論における主体性』大河内泰樹・斎藤幸平共監訳、飯泉佑介・池松辰男・岡崎龍・岡崎佑香共訳（堀之内出版、2015年）
- ミヒャエル・クヴァンテ『カール・マルクスの哲学』大河内泰樹・瀬川真吾・明石英人・菊地賢共訳（リベルタス出版、2019年）
- ジュディス・バトラー『欲望の主体――ヘーゲルと二〇世紀フランスにおけるポスト・ヘーゲル主義』大河内泰樹・岡崎佑香・岡崎龍・野尻英一共訳（堀之内出版、2019年）

## 論文
- 「反省と形而上学─ヘーゲル『仮象』の論理の一解釈─」若手哲学者ゼミナール編『哲学の探求 第25回全国若手哲学者ゼミナール報告・論文集』第25号、1997年12月
- 修士論文「反省と形而上学批判—超越論的反省理論としてのヘーゲルの『大論理学』本質論」一橋大学社会学研究科に1996年1月提出
- 「ヘーゲル『論理の学』におけるMaterie概念批判の検討−超越論的観念論から絶対的観念論への展開を巡る一つの視座−」ヘーゲル＜論理学＞研究会編『ヘーゲル論理学研究』第5号、1999年8月
- 「『内的なもの』と『外的なもの』−カントとヘーゲルの実体概念をめぐって」ヘーゲル研究会編『ヘーゲル研究』第６号、2000年8月
- Logik der Identität und Verschiedenheit in Hegels Wissenschaft der Logik（「ヘーゲル『大論理学』における同一性と差異性の論理」）ヘーゲル＜論理学＞研究会編『ヘーゲル論理学研究』第9号、2003年8月
- Der transzendentale Idealismus und die Widerlegung des materialen Idealismus in den beiden Auflagen der Kritik der reinen Vernunft und den Prolegomena von Kant（「カント『純粋理性批判』両版と『プロレゴメナ』における超越論的観念論と質料的観念論の論駁」） Hitotsubashi Journal of the Social Studies, Nr. 37-1（2005年7月）
- Autonomy of Practical Reason and its Limit. Kant’s Theory of Practical Interest（「実践理性の自律とその限界−カントによる実践的関心の理論」） Hitotsubashi Journal of the Social Studies, Nr. 37-2（2005年12月）
- Objektivität der Welt und Intersubjektivität der Verständigung. Habermas’ neuere Auseinandersetzung mit Hegel （「世界の客観性と了解の相互主観性『真理と正当化』（1999年）におけるハーバーマスのヘーゲル批判）Hitotsubashi Journal of the Social Studies, Nr. 38-1（2006年7月）
- Substanz und Kraft. Kants Monadologiekritik im Amphiboliekapitel und Leibniz’ dynamisches Konzept der Substanz und Materie（「実体と力 二義性章におけるカントの単子論批判とライプニッツの力学的実体概念と質料概念」）Herbert Berger, Jürgen Herbst und Sven Erdner (Hrsg.), VIII. Internationaler Leibniz-Kongress: Einheit in der Vielheit. Vorträge 2. Teil. Hannover, 2006
- 「規範という暴力に対する倫理的な態度 バトラーにおける批判と倫理」『現代思想』2006年、10月臨時増刊「総特集ジュディス・バトラー 触発する思想」(2006 Vol. 34-12)
- 博士学位論文Reflexionsbegriffe und Reflexionsbestimmungen. Eine ideengeschichtliche, entwicklungsgeschichtliche und systematische Studie über die Hauptbegriffe in Hegels Wesenslogik, in besonderem Rückblick auf das Amphiboliekapitel der Kantischen Kritik der reinen Vernunft. 2006年11月ボーフム・ルール大学（ドイツ）哲学・教育学・マスコミュニケーション学部提出
- Die Logik des Gewissens. Im besonderen Hinblick auf die Kantische Lehre der moralischen Realopposition（「ヘーゲル良心論の論理−カントによる善悪の実在的対立論を顧慮して」） Hegel-Jahrbuch 2007, Das Leben denken. Zweiter Teil, Berlin, 2007
- 「『精神現象学』における「キリスト教の脱構築」、あるいはナンシーにおける留保付きヘーゲル主義」『現代思想』2007年7月臨時増刊「総特集ヘーゲル『精神現象学』200年の転回」(2007 vol 35-9)
- 「脱超越論化と相互主観性 ハーバーマスによる『精神現象学』批判のメタクリティーク」『理想』679号、2007年8月
- 「カントとヘーゲルの間 現代批判理論の位置規定をめぐって」『情況』2007、11・12、2007年10月
- 「啓蒙への関心とその限界−初期ハーバーマスの認識論とドイツ観念論」『一橋社会科学』第4号、2008年6月